# Winfried Hennig
Winfried Hennig (* 23. August 1941 in Leipzig) ist ein deutscher Szenenbildner bei Bühne, Film und Fernsehen.

## Leben
Hennig kam 1950 in den Westen Deutschlands und wuchs die kommenden zehn Jahre in Niedersachsen auf. 1960 ging er nach München, begann seine praktische Ausbildung als Theatermaler an der Bayerischen Staatsoper und erhielt seine theoretische Unterweisung an der ebenfalls in München ansässigen Akademie der Bildenden Künste. Von 1971 bis 1973 arbeitete er als Bühnenbildner an den Münchner Kammerspielen, danach war er freiberuflich tätig.
1975 wurde Hennig vom Architekten Nikos Perakis als seine rechte Hand zum Film Berlinger geholt. Ebenfalls 1975 entwarf der Leipziger seine ersten eigenen Kinofilmdekorationen. Winfried Hennig war in seiner Funktion als Filmarchitekt vor allem für zentrale Vertreter des jungen deutschen Films aktiv, neben Perakis auch Alexander Kluge, Edgar Reitz, Reinhard Hauff, Margarethe von Trotta und Alf Brustellin. Darüber hinaus sorgte er aber auch für die optische Gestaltung satirisch-parodistischer Werke Gerhard Polts (Kehraus und Man spricht deutsh) und Loriots (Pappa ante portas). Seine Fernsehentwürfe dekorierten vor allem die hochwertigen Inszenierungen Dieter Wedels (Schwarz Rot Gold, Wilder Westen inclusive, Der große Bellheim, Der Schattenmann und Die Affäre Semmeling).

## Familie
Sein Sohn Aljoscha Hennig (Kameramann) ist ebenfalls in der Filmbranche tätig.

## Filmografie
| - 1975: Der starke Ferdinand - 1976: Bomber & Paganini - 1977: Der Hauptdarsteller - 1977: Deutschland im Herbst - 1978: Der Schneider von Ulm - 1978: Der Sturz - 1979: Schwestern oder Die Balance des Glücks - 1979: Soweit das Auge reicht - 1980: Gibbi Westgermany - 1980: Kaltgestellt (auch Kostüme) - 1981: Kraftprobe - 1981: Der Tod in der Waschstraße - 1982: Warum hast du so traurige Augen (TV) - 1982: Grenzenlos - 1982: Schwarz Rot Gold (TV-Serie) - 1982: Das zweite Gesicht - 1983: Kehraus - 1983: Morgen in Alabama - 1983: Wenn ich mich fürchte - 1983: Im Zeichen des Kreuzes - 1984: Das leise Gift (TV) - 1985: Schwarz Rot Gold – Nicht schießen! (TV) - 1985: Zahn um Zahn | - 1987: Man spricht deutsh - 1988: Follow Me - 1988: Wilder Westen inclusive (TV) - 1990: Pappa ante portas - 1991: Die Väter des Nardino - 1992: Der große Bellheim (TV-Mehrteiler) - 1993: Engel ohne Flügel - 1994: Angst (TV) - 1994: Der Schattenmann (TV-Mehrteiler) - 1995: Der Trip – Die nackte Gitarre 0,5 - 1997: Tatort: Das Totenspiel - 1999: Das Geheimnis der Sicherheit - 2001: Die Affäre Semmeling (TV-Mehrteiler) - 2002: Liebe ohne Fahrschein (TV) - 2003: Die wilden Kerle - Alles ist gut, solange du wild bist! - 2003: Abgefahren – Mit Vollgas in die Liebe - 2004: Die wilden Kerle 2 - 2004: Erkan & Stefan in Der Tod kommt krass - 2006: Die Unbeugsamen (TV) - 2008: Das Glück am Horizont (TV) - 2008: Kommissarin Lucas – Der schwarze Mann (TV-Serie) - 2008: Kommissarin Lucas – Wut im Bauch (TV-Serie) - 2008: Tatort: Liebeswirren (TV) |